# Grèce aux Jeux mondiaux de 2009
Cet article contient des informations sur la participation et les résultats de la Grèce aux Jeux mondiaux de 2009 à Kaohsiung à Taïwan.

## Médailles

### Or
| Sport              | Discipline           | Sportifs        |
| Médailles d'or : 1 |                      |                 |
| Karaté             | Kumite -75 kg Hommes | Geórgios Tzános |

### Argent
| Sport                  | Discipline           | Sportifs                 |
| Médailles d'argent : 1 |                      |                          |
| Karaté                 | Kumite +80 kg Hommes | Spyrídon Margaritópoulos |

### Bronze
| Sport                   | Discipline           | Sportifs                  |
| Médailles de bronze : 1 |                      |                           |
| Karaté                  | Kumite -80 kg Hommes | Konstantinos Papadopoulos |